# 73 Leonis
73 Leonis, eller n Leonis, är en orange jätte i stjärnbilden Lejonet.
73 Leonis har visuell magnitud +5,32 och är synlig för blotta ögat vid normal seeing. Den befinner sig på ett avstånd av ungefär 385 ljusår.